# William Henry Bartholomew
Sir William Henry Bartholomew, britanski general, * 16. marec 1877, † 31. december 1962.